# Austrijska čitaonica, Središnja knjižnica Austrijanaca u Hrvatskoj
Austrijska čitaonica, Središnja knjižnica Austrijanaca u Hrvatskoj (njemački: Die Österreich Bibliothek; Zentralbibliothek der Österreicher in der Republik Kroatien) u Osijeku osnovana je 1996. godine u okviru Gradske i sveučilišne knjižnice u Osijeku. Republika Austrija pomaže rad knjižnice i čitaonice sustavom austrijskih knjižnica u inozemstvu, tzv. Österreich-Bibliotheken im Auslan koje vodi Odjel za kulturu Saveznog ministarstva za Europu, integraciju i međunarodne poslove.